# Friedrich von Schwartz
Friedrich Albert Julius Schwartz, seit 1858 von Schwartz, (* 28. Mai 1798 in Glogau; † 4. Mai 1892 in Koblenz) war ein preußischer Generalleutnant.

## Leben

### Herkunft
Friedrich war der Sohn des Oberlandesgerichts-Exekutor Andreas Schwartz und dessen Ehefrau Sophie, geborene Seyfart.

### Militärkarriere
Schwartz trat während der Befreiungskriege am 15. April 1814 als Freiwilliger Jäger in das 7. Schlesische Landwehr-Infanterie-Regiment der Preußischen Armee ein. Er avancierte zum Portepeefähnrich, kam Mitte März 1816 in das 31. Infanterie-Regiment und einen Monat später in das 17. Infanterie-Regiment. Dort wurde er am 13. Januar 1818 zum Sekondeleutnant befördert und absolvierte 1825/28 die Allgemeine Kriegsschule. Von 1829 bis 1831 war Schwartz als Lehrer an der Divisionsschule der 14. Division tätig. Mitte Juli 1832 stieg er zum Premierleutnant auf und kam am 12. Mai 1834 Adjutant zur 15. Landwehr-Brigade in Köln. Am 30. Oktober 1839 wurde Schwartz als Kapitän in der Adjutantur versetzt und als Adjutant beim Generalkommando des VIII. Armee-Korps kommaniedert. Daran schlossen sich Verwendungen beim Gouvernement in Koblenz und bei der 15. Division an. Ende März 1846 zum Major befördert, wurde Schwartz am 25. April 1846 zum Direktor der Divisionsschule der 15. Division ernannt. Am 25. April 1847 folgte seine Versetzung als Bataillonskommandeur in das 28. Infanterie-Regiment. Mit der Versetzung in den Generalstab wurde Schwartz am 23. März 1850 zunächst stellvertretender Chef des Generalstabes des II. Armee-Korps und am 22. Oktober 1850 zum Chef des Stabes ernannt. In dieser Stellung erhielt er Ende Juli 1852 den Sankt-Stanislaus-Orden II. Klasse. Als Oberstleutnant wurde Schwartz Mitte November 1853 Chef des Generalstabes des VIII. Armee-Korps, stieg Mitte Juli 1854 zum Oberst auf und erhielt im Juni 1855 das Kommandeurskreuz des Ordens der Eichenkrone.
Am 19. Februar 1857 wurde Schwartz Kommandant der Festung Neiße und am 5. März 1857 à la suite des Generalstabes der Armee gestellt. Er erhielt dann am 9. Juli 1857 das Kommando über die 18. Infanterie-Brigade in Glogau und wurde am 22. Mai 1858 Generalmajor.
In Würdigung seiner Verdienste erhob ihn König Friedrich Wilhelm IV. am 21. Juli 1858 in den erblichen preußischen Adelsstand. Am 11. Februar 1860 wurde ihm das Ehrenkreuz I. Klasse des Fürstlichen Hausordens von Hohenzollern sowie am 18. Oktober 1861 der Roten Adlerorden II. Klasse mit Eichenlaub verliehen. Am 11. März 1862 wurde er mit dem Charakter als Generalleutnant und Pension zur Disposition gestellt. Er starb am 4. Mai 1892 in Koblenz.

### Familie
Schwartz verheiratete sich am 23. Februar 1839 in Darmstadt mit Josephine von Bennigsen (1809–1877). Das Paar hatte mehrere Kinder:
- Julius Franz Wilhelm (1841–1891), Königl. Major a. D. ⚭ 1866 Marie Mathilde Charlotte von Bennigsen-Foerder (* 1845)[3]
- Josephina (* 1843)
- Luise (* 1846)